# Angela Buxton
Angela Buxton, angleška tenisačica, * 16. avgust 1934, Liverpool, Anglija.
V posamični konkurenci je največji uspeh kariere dosegla leta 1956, ko se je uvrstila v finale turnirja za Prvenstvo Anglije, kjer jo je v dveh nizih premagala Shirley Fry. Na turnirjih za Amatersko prvenstvo Francije se je najdlje uvrstila v četrtfinale leta 1954. V konkurenci ženskih dvojic je leta 1956 osvojila turnirja za Amatersko prvenstvo Francije in Prvenstvo Anglije skupaj z Altheo Gibson.

## Finali Grand Slamov

### Posamično (1)

#### Porazi (1)
| Leto | Turnir            | Nasprotnica v finalu | Rezultat finala |
| 1956 | Prvenstvo Anglije | Shirley Fry          | 3–6, 1–6        |

### Ženske dvojice (2)

#### Zmage (2)
| Leto | Turnir                       | Partnerica    | Nasprotnici v finalu            | Rezultat finala |
| 1956 | Amatersko prvenstvo Francije | Althea Gibson | Darlene Hard Dorothy Head Knode | 6–8, 8–6, 6–1   |
| 1956 | Prvenstvo Anglije            | Althea Gibson | Fay Muller Daphne Seeney        | 6–1, 8–6        |